# Panic! at the Disco
Panic! at the Disco – amerykański zespół popowy pochodzący z Las Vegas.

## Historia

### 2004–2005:Początki

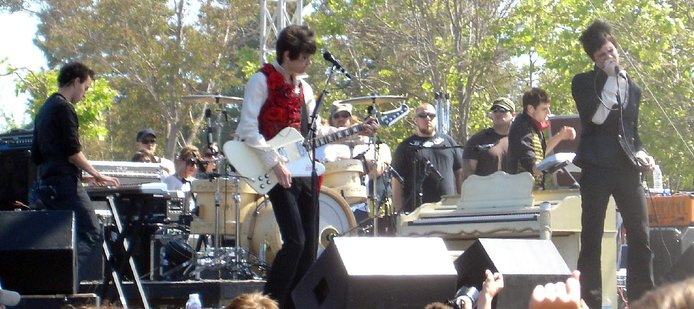
Występ zespołu w 2006 roku

Początki teraźniejszego Panic! At The Disco, a ówczesnego The Summer League miały miejsce na przedmieściach Las Vegas. Ryan i Spencer od 1997 roku grali razem covery piosenek grupy Blink 182. Po krótkim czasie grania w duecie Spencer ściągnął do zespołu dwóch kolejnych członków – Brenta Wilsona i Trevora (którego nazwisko nie jest znane). Wtedy The Summer League 'zmieniło się' w Pet Salamander. Jednak i ten skład nie przetrwał długo, bo Trevor (nie wiadomo po jakim dokładnie czasie) został zastąpiony przez Brendona Urie. Wtedy też zaczęła funkcjonować nazwa Panic! At The Disco. Po kilku miesiącach grania, Ryan w celu rozpowszechnienia swojej muzyki skontaktował się przez LiveJournal z basistą Fall Out Boy Pete’em Wentzem, wysyłając mu link do demo nagranych utworów. Wentz był pod wrażeniem i postanowił odbyć podróż do Las Vegas, aby zobaczyć się z zespołem. Po spotkaniu, na którym zespół grał w garażu, zaprosił ich do wydania swojej własnej płyty w jego wytwórni Decaydance Records.

### 2005–2007:A Fever You Can’t Sweat Out
W 2005 roku ukazała się płyta A Fever You Can’t Sweat Out, a rok później teledysk do piosenki „I Write Sins Not Tragedies”. Teledysk ten zdobył również nagrodę VMA w kategorii „Teledysk roku 2006". Drugim teledyskiem zespołu był singel „But It’s Better If You Do”. „Nasz nowy teledysk ma pokazać fanom ciemną stronę i specyficzny styl zespołu” – mówił Brendon Urie. Singel został wydany 1 maja 2006. W tym także miesiącu zespół grał na wielu koncertach w Europie. Później zespół wyjechał na dwumiesięczne tournée po Ameryce Północnej, koncerty były urozmaicone występami The Hush Sound, OK Go, The Dresden Dolls.
W lipcu zespół opublikował trzeci teledysk Lying Is the Most Fun a Girl Can Have Without Taking Her Clothes Off.
Podczas koncertu Panic! 25 sierpnia 2007 na Carling Weekend: Reading Festival jeden z widzów rzucił butelkę na scenę, która uderzyła Brendona Urie, zmuszając zespół do zaprzestania gry. Po kilku minutach wokalista podniósł się i kontynuował koncert.
Panic! At The Disco pod koniec roku 2006 rozpoczęli światową trasę koncertową. Obejmowała koncerty w Australii, Nowej Zelandii i Europie.
Na początku 2007 roku wyszedł czwarty już klip zespołu do piosenki Build God, Then We'll Talk. Nie wzięli oni jednak udziału w jego nagrywaniu.

### 2008:Pretty.Odd i ...Live from Chicago

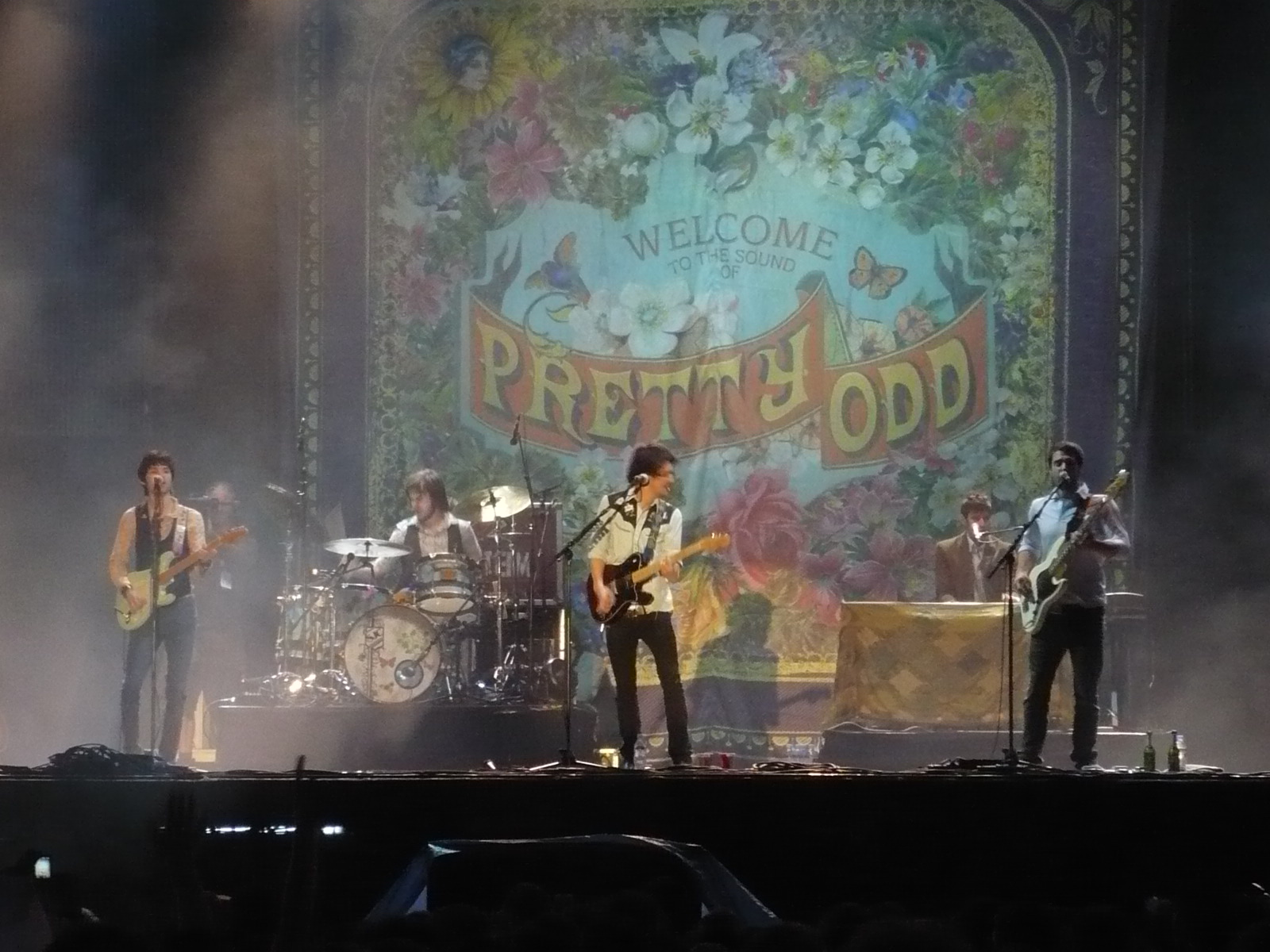
Panic! at the Disco podczas występu na Hurricane Festival w Niemczech, czerwiec 2008 roku

Od stycznia 2008 nazwa zespołu zmieniła się z „Panic! at the Disco” na „Panic at the Disco”, wykrzyknik wyrzucono ze wszystkich stron oficjalnie reprezentujących grupę. Zespół komentuje: „To nigdy nie było dla nas częścią nazwy”.
9 stycznia premierę internetową miała piosenka „Nine in the Afternoon” z nadchodzącego albumu Pretty. Odd.. 25 marca 2008 roku „Pretty. Odd.” miała swoją oficjalną premierę. Singiel do „Nine In The Afternoon” w internecie opublikowany został 3 marca, zaś jego rzeczywista premiera odbyła się 10 marca. W maju 2008 roku ukazał się kolejny teledysk zespołu do piosenki „That Green Gentleman (Things Have Changed)”. 30 października 2008 roku swoją premierę miał teledysk do piosenki „Northern Downpour”, która jest kolejnym singlem zespołu.
Album Pretty. Odd. przez większość fanów i specjalistów uważany jest za kontynuację debiutu sprzed trzech lat. Możemy na nim znaleźć dużo nawiązań do twórczości The Beatles.

### 2009–2013:Zmiany w zespole i Vices & Virtues
6 lipca 2009 Ryan Ross i Jon Walker ogłosili swoje odejście z zespołu. Za przyczynę tej decyzji podali różnice w kierunkach muzycznych jakimi chcą podążać. Ryan i Jon założyli nowy zespół The Young Veins.
Brendon Urie i Spencer Smith kontynuują karierę jako Panic! at the Disco.
Zespół przywrócił wykrzyknik w swojej nazwie, który wyrzucił w 2008 roku.
10 lipca, Spencer Smith umieścił na stronie zespołu informacje, iż oboje z Brendonem ciężko pracują nad nowymi piosenkami do trzeciego albumu. Zamieścił także demo nowej piosenki, wstępnie nazwanej „Oh Glory”.
26 lipca 2009, na ich profilu myspace ukazał się nowy singiel „New Perspective”, który brzmi jak naturalne następstwo po „A Fever You Can’t Sweat Out”.
Spencer Smith w wywiadzie dla MTV podał nazwiska dwóch muzyków, którzy zastąpili Rossa i Walkera podczas zbliżającej się trasy. Byli to Ian Crawford z „The Cab” i Dallon Weekes z „The Brobecks”.
17 stycznia 2011 roku na oficjalnym kanale YouTube wytwórni Fueled by Ramen pojawił się 30 sekundowy fragment piosenki „The Ballad Of Mona Lisa”, pochodzącej z nowej płyty Panic! at the Disco zatytułowanej Vices & Virtues.
22 marca 2011 została oficjalnie wydana trzecia płyta studyjna Panic! at the Disco – Vices & Virtues.11 maja 2011 zespół nagrał piosenkę z grupą fun. pt. „C’mon”. Wydali również piosenkę „Mercenary”, która znalazła się na ścieżce dźwiękowej gry wideo Batman: Arkham City.

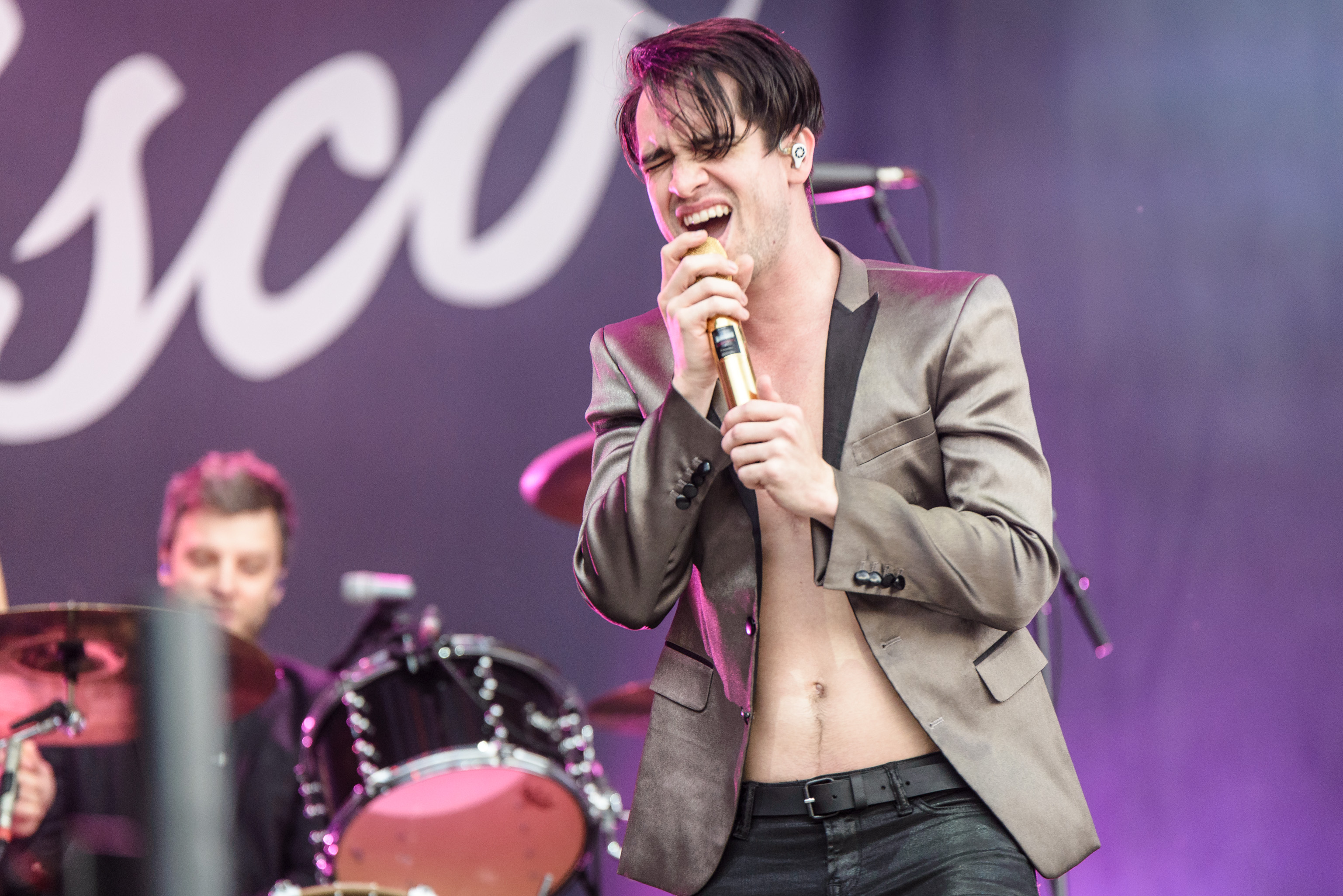
Panic! at the Disco podczas Rock im Park w 2016 roku

### 2013–2014:Too Weird To Live, Too Rare To Die! i kolejne zmiany
2 kwietnia z zespołu odchodzi Spencer Smith, przyznając się w sieci do swoich problemów z alkoholem oraz narkotykami, a w tym samym czasie Panic! przygotowują się do wydania kolejnego studyjnego albumu, zatytułowanego „Too Weird To Live, Too Rare To Die!”. Pierwszą piosenką na płycie jest „This Is Gospel”, której tekst zadedykowany jest dla samego Spencera, o czym Brendon Urie sam się wypowiadał. Smith opowiadał o wsparciu, jakie dawali mu członkowie Panic! i jak wiele im zawdzięcza.
Dallon Weekes zostaje oficjalnie uznany za członka zespołu, a na miejsce Spencera trafia Daniel Pawlovich. Również poprzedni muzyk sesyjny, Ian Crawford, odchodzi, za to jego rolę przejmuje Kenneth Harris.
8 października to data wydania czwartego studyjnego albumu zespołu. Wzbudza on niemałe poruszenie wśród fanów – różni się od poprzednich trzech płyt, przez co wystawia się na ogromną krytykę, ale jednocześnie sprawia, że Panic! At The Disco zyskuje rozgłos i masę nowych zainteresowanych.

### 2015–2017:Death of a Bachelor
2 kwietnia 2015 roku Spencer Smith ogłosił oficjalnie, że odszedł z zespołu. W tym samym miesiącu Urie ujawnił w wywiadzie dla Kerrang! że pracuje nad nowym materiałem na piąty studyjny album zespołu. 20 kwietnia bez żadnych wcześniejszych zapowiedzi, został wydany singiel „Hallelujah”. Utwór zadebiutował na czterdziestym miejscu notowania Billboard Hot 100, co było najlepszym wynikiem od czasu wydania „I Write Sins Not Tragedies”. Kolejnym utworem zapowiadającym nowy album został wydany pod koniec września „Victorious”. 22 października Urie zapowiedział, że kolejny krążek zespołu będzie nazywać się Death of a Bachelor, a jego premiera zaplanowana jest na 15 stycznia 2016 roku. Album osiągnął status platynowej płyty w Stanach Zjednoczonych za sprzedaż ponad miliona egzemplarzy.
15 grudnia 2017 roku ukazał się czwarty album koncertowy pt. All My Friends We’re Glorious będący zapisem trasy promującej krążek Death of Bachelor.

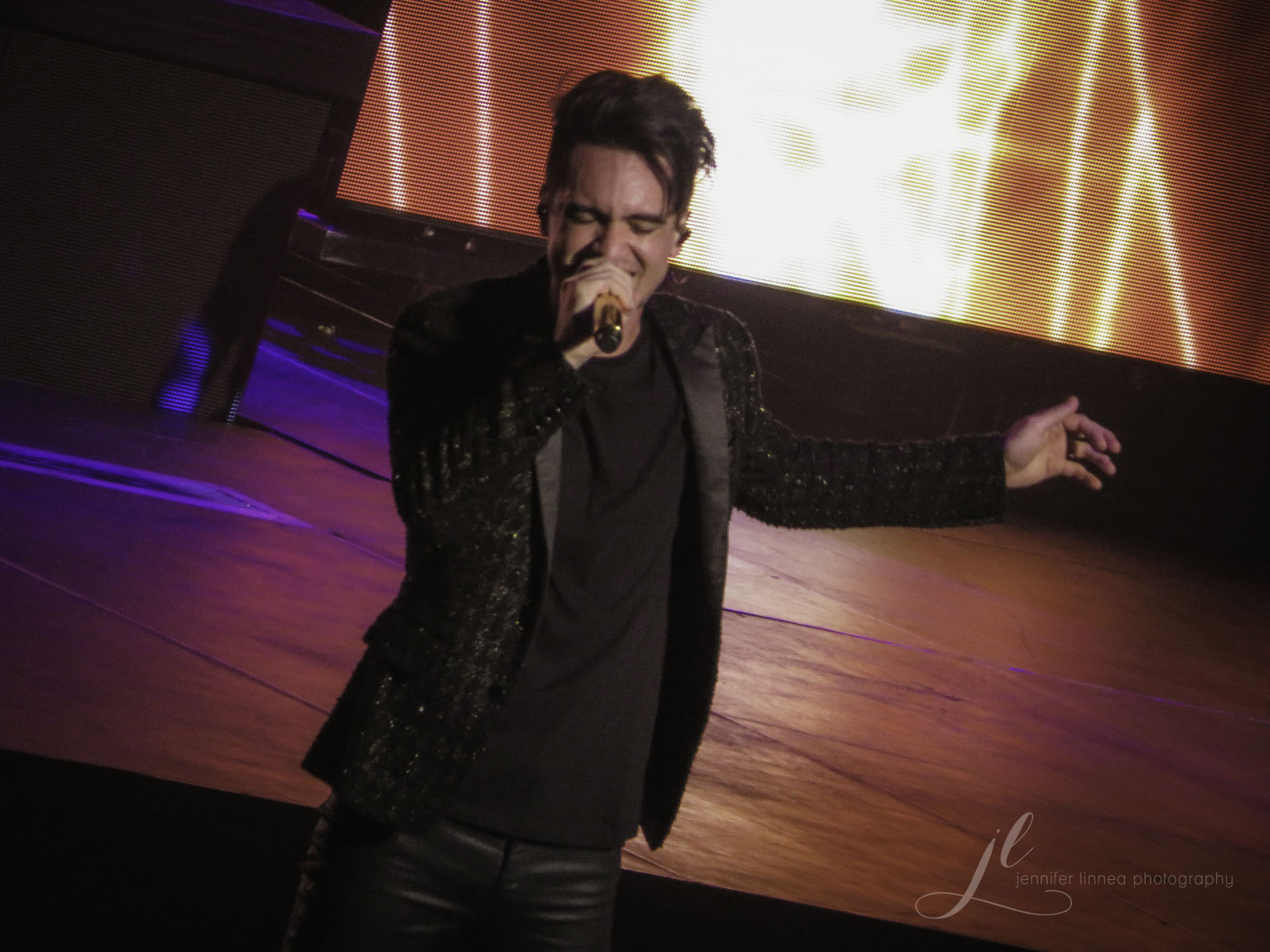
Brendon Urie podczas występu w ramach trasy koncertowej Pray for the Wicked Tour w 2018 roku

### 2018:Pray for the Wicked i kolejne zmiany
27 grudnia 2017 roku basista Dallon Weekes oficjalnie ogłosił odejście z Panic! na Disco po ponad ośmiu latach występów w zespole. 19 marca 2018 roku zespół zagrał niespodziewany koncert w Cleveland z nową basistką koncertową Nicole Row. 21 marca 2018 roku ukazał się singiel „Say Amen (Saturday Night)” zwiastujący szósty album zespołu. W ramach dalszej promocji nadchodzącego albumu wydano kolejny utwór pt. „High Hopes”. Piosenka osiągnęła czwartą pozycję na liście Billboard Hot 100, stając się najwyżej notowanym utworem zespołu w Stanach Zjednoczonych. Singiel stał się bardzo popularny na całym świecie osiągając top 10 w większości notowań. W Polsce dotarł na szczyt notowania AirPlay – Top, spędzając tam łącznie trzy tygodnie.
22 czerwca 2018 roku ukazał się album Pray for the Wicked.
22 września 2018 roku zespół ogłosił, że długoletni gitarzysta koncertowy Kenneth Harris zostanie zwolniony z powodu wielokrotnych zarzutów o niewłaściwe zachowanie seksualne z udziałem małoletnich fanów.

### 2023: Nagłe rozwiązanie zespołu
24 stycznia 2023 Brendon Urie poinformował w mediach społecznościowych o rozwiązaniu zespołu, z powodu chęci skupienia się na życiu osobistym

## Muzycy
Byli członkowie
- Brendon Urie – wokal prowadzący, gitara, gitara basowa, instrumenty klawiszowe, perkusja (2004-2023)
- Brent Wilson – gitara basowa (2004–2006)
- Ryan Ross – gitara prowadząca, wokal, instrumenty klawiszowe (2005–2009)[33]
- Jon Walker – gitara basowa, wokal wspierający, instrumenty klawiszowe (2006–2009)[33]
- Spencer Smith – perkusja, instrumenty perkusyjne (2004–2013)
- Dallon Weekes – gitara basowa, wokal wspierający (2010–2015)

Obecni muzycy sesyjni
- Daniel Pawlovich – perkusja, instrumenty perkusyjne (od 2013)
- Nicole Row – gitara basowa, wokal wspierający (od 2018)[34]
- Mike Naran – gitara prowadząca, wokal wspierający (od 2018)

Muzycy sesyjni
- Eric Ronick – instrumenty klawiszowe, wokal wspierający (2006–2008)
- Bartram Nason – wiolonczela, instrumenty klawiszowe, perkusja elektroniczna (2006)
- Ian Crawford – gitara prowadząca, wokal wspierający (2009–2012)
- Dallon Weekes – gitara basowa, wokal wspierający (od 2016- 2017)
- Kenneth Harris – gitara prowadząca, wokal wspierający (2013–2018)

## Dyskografia

### Albumy
| 2005                           | A Fever You Can’t Sweat Out - Data: 27 września 2005 - Wydawca: Decaydance Records, Fueled by Ramen            | 13 | 41 | 11 | –  | –  | 37 | 37 | 26 | 63 | 43 | 7  | - RIAA: platyna - CRIA: platyna - ARIA: platyna - RIANZ: platyna |
| 2008                           | Pretty. Odd. - Data: 25 marca 2008 - Wydawca: Decaydance Records, Fueled by Ramen                              | 2  | 51 | 1  | 58 | 17 | 5  | –  | 35 | 71 | 34 | 5  | - BPI: srebro                                                    |
| 2011                           | Vices & Virtues - Data: 18 marca 2011 - Wydawca: Decaydance Records, Fueled by Ramen                           | 7  | 76 | 6  | –  | –  | 51 | –  | –  | –  | –  | 21 |                                                                  |
| 2013                           | Too Weird To Live, Too Rare To Die! - Data: 8 października 2013 - Wydawca: Decaydance Records, Fueled by Ramen | 2  | 77 | 26 | –  | 46 | 70 | –  | –  | –  | –  | 15 |                                                                  |
| 2016                           | Death of a Bachelor - Data: 15 stycznia 2016 - Wydawca: Decaydance Records, Fueled by Ramen                    | 1  | 14 | 3  | —  | 22 | —  | —  | 27 | —  | 14 | 4  |                                                                  |
| 2018                           | Pray for the Wicked - Data: 22 czerwca 2018 - Wydawca: Fueled by Ramen                                         | 1  | 6  | 1  | —  | 22 | 3  | 14 | 27 | 13 | 10 | 2  | - RIAA: złoto - BPI: srebro                                      |
| 2022                           | Viva Las Vengeance - Data: 19 sierpnia 2022 - Wydawca: DCD2, Fueled by Ramen                                   | 13 | 34 | 10 | —  | —  | 46 | —  | —  | 46 | —  | —  |                                                                  |
| „–” pozycja nie była notowana. | |    |    |    |    |    |    |    |    |    |    |    |                                                                  |

### Single
| Rok  | Tytuł                                                                  | Pozycja na listach | Pozycja na listach | Pozycja na listach | Pozycja na listach | Pozycja na listach | Pozycja na listach | Pozycja na listach | Pozycja na listach | Pozycja na listach | Pozycja na listach | Pozycja na listach | Album                               |
| Rok  | Tytuł                                                                  | U.S.               | U.S. Pop           | U.S. Dig.          | U.S. Mod. Rock     | UK                 | AUS                | NZ                 | GER                | IRE                | CAN                | POR                | Album                               |
| ---- | ---------------------------------------------------------------------- | ------------------ | ------------------ | ------------------ | ------------------ | ------------------ | ------------------ | ------------------ | ------------------ | ------------------ | ------------------ | ------------------ | ----------------------------------- |
| 2005 | „The Only Difference Between Martyrdom and Suicide is Press Coverage”  | 77                 | 63                 | 64                 | 5                  | —                  | —                  | —                  | —                  | —                  | —                  | —                  | A Fever You Can’t Sweat Out         |
| 2006 | „I Write Sins Not Tragedies”                                           | 7                  | 4                  | 8                  | 12                 | 25                 | 12                 | 5                  | 66                 | 50                 | —                  | 16                 | A Fever You Can’t Sweat Out         |
| 2006 | „But It’s Better If You Do”                                            | 104                | 81                 | 74                 | —                  | 23                 | 15                 | 10                 | —                  | —                  | —                  | —                  | A Fever You Can’t Sweat Out         |
| 2006 | „Lying is the Most Fun a Girl Can Have Without Taking Her Clothes Off” | 104                | 96                 | —                  | 28                 | 39                 | 26                 | 33                 | —                  | —                  | —                  | —                  | A Fever You Can’t Sweat Out         |
| 2007 | „Build God, Then We’ll Talk"                                           | —                  | —                  | —                  | —                  | —                  | —                  | —                  | —                  | —                  | —                  | —                  | A Fever You Can’t Sweat Out         |
| 2008 | „Nine in the Afternoon”                                                | 51                 | 39                 | 24                 | 8                  | 13                 | 19                 | 28                 | —                  | 39                 | 48                 | 13                 | Pretty. Odd.                        |
| 2008 | „Mad as Rabbits"                                                       | —                  | —                  | —                  | —                  | —                  | —                  | —                  | —                  | —                  | —                  | —                  | Pretty. Odd.                        |
| 2008 | „That Green Gentelman (Things Have Changed)”                           | —                  | —                  | —                  | —                  | 96                 | —                  | —                  | —                  | —                  | —                  | —                  | Pretty. Odd.                        |
| 2008 | „Northern Downpour”                                                    | —                  | —                  | —                  | —                  | —                  | —                  | —                  | —                  | —                  | —                  | —                  | Pretty. Odd.                        |
| 2009 | „New Perspective"                                                      | 104                | —                  | —                  | —                  | —                  | 69                 | —                  | —                  | —                  | 78                 | —                  | Jennifer's Body Soundtrack          |
| 2011 | „The Ballad of Mona Lisa”                                              | 89                 | —                  | —                  | —                  | 43                 | 21                 | —                  | —                  | —                  | —                  | —                  | Vices & Virtues                     |
| 2011 | „C’mon" (with fun.)                                                    | —                  | —                  | —                  | —                  | —                  | —                  | —                  | —                  | —                  | —                  | —                  | Non-album single                    |
| 2011 | „Ready to Go (Get Me Out of My Mind)”                                  | —                  | —                  | —                  | —                  | —                  | 69                 | —                  | —                  | —                  | —                  | —                  | Vices & Virtues                     |
| 2011 | „Mercenary”                                                            | —                  | —                  | —                  | —                  | —                  | —                  | —                  | —                  | —                  | —                  | —                  | Batman: Arkham City – The Album     |
| 2012 | „Let's Kill Tonight”                                                   | —                  | —                  | —                  | —                  | —                  | —                  | —                  | —                  | —                  | —                  | —                  | Vices & Virtues                     |
| 2013 | „Miss Jackson”                                                         | 68                 | —                  | —                  | —                  | 61                 | —                  | —                  | —                  | 73                 | —                  | —                  | Too Weird to Live, Too Rare to Die! |
| 2013 | „This Is Gospel”                                                       | 87                 | —                  | —                  | —                  | —                  | —                  | —                  | —                  | —                  | 95                 | —                  | Too Weird to Live, Too Rare to Die! |
| 2013 | „Girls/girls/boys”                                                     | —                  | —                  | —                  | —                  | —                  | —                  | —                  | —                  | —                  | —                  | —                  | Too Weird to Live, Too Rare to Die! |
| 2014 | „Nicotine"                                                             | —                  | —                  | —                  | —                  | —                  | —                  | —                  | —                  | —                  | —                  | —                  | Too Weird to Live, Too Rare to Die! |
| 2015 | „Hallelujah"                                                           | 40                 | —                  | —                  | —                  | —                  | —81                | —                  | —                  | —                  | 72                 | —                  | Death of a Bachelor                 |
| 2015 | „Victorious"                                                           | —89                | —                  | —                  | —                  | —                  | —                  | —                  | —                  | —                  | —                  | —                  | Death of a Bachelor                 |
| 2015 | „Emperor's New Clothes"                                                | 68                 | —                  | —                  | —                  | 88                 | —                  | —                  | —                  | —                  | —                  | —                  | Death of a Bachelor                 |
| 2015 | „LA Devotee"                                                           | —                  | —                  | —                  | —                  | —                  | —                  | —                  | —                  | —                  | —                  | —                  | Death of a Bachelor                 |
| 2016 | „Death of a Bachelor"                                                  | —92                | —                  | —                  | —                  | —                  | —                  | —                  | —                  | —                  | —                  | —                  | Death of a Bachelor                 |
| 2016 | „Don't Threaten Me With A Good Time"                                   | —                  | —                  | —                  | —                  | —                  | —                  | —                  | —                  | —                  | —                  | —                  | Death of a Bachelor                 |
| 2018 | „Say Amen (Saturday Night)                                             | 60                 | —                  | —                  | —                  | —                  | 90                 | 42                 | —                  | —                  | 48                 | —                  | Pray for the Wicked                 |
| 2018 | „High Hopes”                                                           | 4                  | 1                  | —                  | 1                  | 12                 | 7                  | 16                 | 5                  | 13                 | 5                  | 74                 | Pray for the Wicked                 |

### Soundtracki
- Miasteczko Halloween – This is Halloween
- Węże w samolocie – The Only Difference Between Martyrdom and Suicide Is Press Coverage (Tommie Sunshine Brooklyn Fire Remix)
- Jennifer's Body – New Perspective
- Smerfy (2011) – Ready to Go (Get Me Out of My Mind)
- Suicide Squad (2016) – Bohemian Rhapsody (Cover)
- Kraina lodu II (2019) – Into The Unknown

### Inne
- Live Session EP (2006)
- Panic! At The Disco Box Set DVD (2006/2007)

## Nagrody
- MTV Video Music Awards USA (2006) – „I Write Sins Not Tragedies” – Video of the Year
- All That Rocks USA (2006) – „I Write Sins Not Tragedies” – Breaking New Band
- TMF Awards Belgia (2006) – „I Write Sins Not Tragedies” – Best International Video
- TMF Awards Belgia (2006) – „I Write Sins Not Tragedies” – Best Alternative International Video
- TMF Awards Norwegia (2006) – „I Write Sins Not Tragedies” – Best International Video
- Shockwaves NME Awards (2007) – najgorszy zespół
- MTV Asia Awards (2008) – The Style Award
- Rock Sound Readers Poll (2015) – „Emperor's New Clothes” – Video of the Year
- Alternative Press Music Awards (2016) – „Emperor's New Clothes” – Best Music Video
- Alternative Press Music Awards (2016) – „Hallelujah” – Song of the Year
- Alternative Press Music Awards (2017) – Artist of the Year
- Rock Sound Awards (2018) – Artist of the Year
- American Music Award (2018) – Alternative Artist
- MTV Europe Music Awards (2018) – Best Alternative
- Billboard Music Award (2019) – „Pray for the Wicked” – Top Rock Album
- Billboard Music Award (2019) – „High Hopes” – Top Rock Song
- iHeartRadio Music Awards (2019) – „High Hopes” – Alternative Rock Song of the Year
- iHeartRadio Music Awards (2019) – „Pray for the Wicked” – Alternative Rock Album of the Year
- MTV Video Music Awards (2019) – „High Hopes” – Best Rock Video
- Teen Choice Awards (2019) – Choice Rock Artist
- Teen Choice Awards (2019) – „Hey Look Ma, I Made It” – Choice Rock Song

### Nominacje
- MTV Video Music Awards (2006):
  - Teledysk Roku – „I Write Sins Not Tragedies”
  - Najlepszy teledysk zespołowy – „I Write Sins Not Tragedies"
  - Najlepszy teledysk rockowy – „I Write Sins Not Tragedies"
  - Najlepszy teledysk debiutanta – „I Write Sins Not Tragedies"
  - Najlepszy teledysk artystyczny – „I Write Sins Not Tragedies"
- MTVU Woodie Awards 2006:
  - Do tej nagrody został nominowany teledysk „I Write Sins Not Tragedies"
- TMF Awards (2006):
  - Best International Video – „I Write Sins Not Tragedies"
  - Best Alternative International – „I Write Sins Not Tragedies"
- MuchMusic Video Awards (2006): Kanada
  - Najlepszy międzynarodowy zespół
- All That Rock (2006):
  - Breaking New Band – „I Write Sins Not Tragedies"
- Kerrang! Awards (2006): Londyn
  - Best International Newcomer
- Shockwaves NME Awards (2007): Londyn
  - Najlepszy teledysk – „I Write Sins Not Tragedies"
  - Najgorszy zespół
- MTV Australia Video Music Awards (2007):
  - Najlepszy zespół
- Grammy Awards (2008):
  - Best Boxed or Limited Special Edition Package (2007) za ich limitowaną edycję Collector's Box
- MTV Video Music Awards (2008):
  - Najlepszy teledysk w kategorii pop: „Nine in the Afternoon”